# Casteller Herrenberg

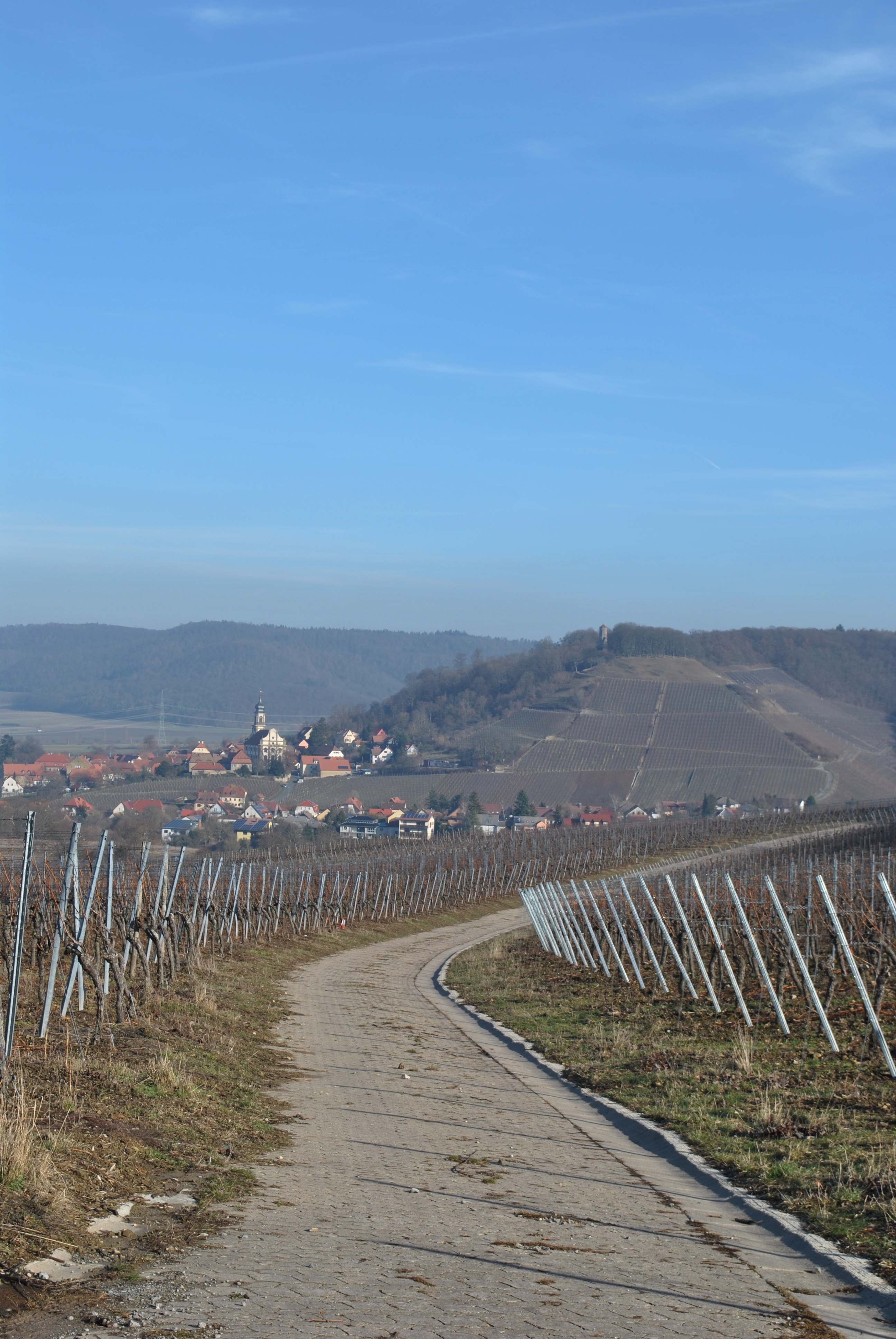
Die Weinlagen um Castell, im Hintergrund der Herrenberg

Casteller Herrenberg ist eine ehemalige Großlage im Weinanbaugebiet Franken. Sie wurde 2017 im Zuge der Neubenennung der Bereiche aufgelöst und umfasste ursprünglich Weinlagen um Castell im unterfränkischen Landkreis Kitzingen und Neundorf im mittelfränkischen Landkreis Neustadt an der Aisch-Bad Windsheim. Heute sind die Weinlagen alle großlagenfrei.

## Geografische Lage und Geologie
Die Weinlagen der ehemaligen Großlage Casteller Herrenberg gruppierten sich eng um die beiden Orte Castell und Sugenheim-Neundorf, wobei eine Entfernung von etwa 14 Kilometern zwischen den beiden Ortskernen besteht. Dadurch unterscheidet sich die humangeographische Einbettung der Weinlagen stark. Das namensgebende Zentrum, der Herrenberg oberhalb von Castell, liegt am nördlichen Rand der Großlage. Beiden Gemeinden gemeinsam ist allerdings die Lage am südöstlichen Rand des Anbaugebietes Franken.
Im Jahr 1993 nahm die Großlage eine Fläche von etwa 70 ha ein. Zentral sind die kleinen Lagegrößen zu nennen, die die Großlage von vielen umliegenden unterschied. Naturräumlich sind die Weinberge im westlichen Steigerwald zu verorten. Castell liegt am Übergang zwischen Steigerwaldvorland (Schwanbergvorland), Stufenland und der Hochfläche des südlichen Steigerwaldes. Neundorf ist im Stufenland zu verorten. Die Böden bestehen überwiegend aus Gipskeuper, wobei um Castell auch Schilfsandsteine zu finden sind.

## Namensherkunft
Der Namen Casteller Herrenberg nimmt Bezug auf eines der historischen Zentren im westlichen Steigerwald, den Herrenberg oberhalb von Castell. Die markante Erhebung war bereits in vor- und frühgeschichtlicher Zeit bewohnt. Später entstand hier eine Befestigung, die als Stammsitz des Adelsgeschlechts Castell auch dem darunterliegenden Ort den Namen gab. Während des Mittelalters wurde die Burg geteilt, sodass sich zwei heute weitgehend verschwundene Befestigungen dort befanden.
Im Zuge der Novellierung des Weingesetzes im Jahr 1971 mussten die bisherigen Lagen zu sogenannten Großlagen zusammengefasst werden. In Castell wählte man dafür den Namen des historischen Zentrums Herrenberg. Es ist allerdings unklar, warum die Neundorfer Lagen ebenfalls Teil der weit entfernten Großlage wurden, wahrscheinlich bestanden besitzrechtliche Beziehungen über das Weingut Fürstlich Castell’sches Domänenamt. In Castell blieben allerdings die meisten historischen Einzellagen trotz der befürchteten Unübersichtlichkeit in der Weinbergrolle eingetragen und damit auf den Weinetiketten präsent. 2017 gab man die Großlage wohl auf, weil sich der Lagenname Herrenberg nicht durchsetzen konnte.

## Weinlagen (Stand 1993)
Die Liste der Weinlagen orientiert sich an einer Liste im Buch Deutsche Vinothek: Franken von Hans Ambrosi und anderen. Sie ist alphabetisch geordnet. In der zweiten Spalte sind die Gemarkungen vermerkt, auf denen die Weinlage zu finden ist. Weiterhin sind die Flächen der Weinlagen aufgeführt. Die Bodenbeschaffenheit und ihre überwiegende Zusammensetzung ist in der Spalte Geologie ersichtlich. Anmerkungen enthalten wichtige historische Eckpunkte zu den einzelnen Lagen. Hier ist insbesondere die aktuelle Zugehörigkeit der einzelnen Lage ersichtlich.
Insgesamt umfasste der Casteller Herrenberg zwölf Einzellagen. Mehrere Lagen zogen sich über mehrere Gemarkungen hin, wobei die Weinreben sich häufig auf einer Gemarkung konzentrierten (Beispiel Casteller Hohnart, Greuther Hohnart). Die Geokoordinate bezieht sich auf die größte Teilfläche der jeweiligen Lage. Die Lagen um Castell sind heute dem neugeschaffenen Bereich Schwanberger Land zugeordnet, während die Neundorfer Lagen zur Mittelfränkischen Bocksbeutelstraße gehören. Alle Lagen sind heute großlagenfrei, lediglich der Casteller Bausch und der Casteller Kirchberg werden teilweise auch unter der Großlage Abtswinder Schild vermarktet.
| Name der Weinlage           | Gemarkung(en) (Gemeinde)                  | Fläche (Jahr) | Geologie   | Geokoordinate                    | Anmerkungen                                                            |
| --------------------------- | ----------------------------------------- | ------------- | ---------- | -------------------------------- | ---------------------------------------------------------------------- |
| Bausch                      | Castell                                   | 30 ha (2019)  | Gipskeuper | 49° 44′ 26,2″ N, 10° 21′ 27,3″ O | Heute liegt die Weinlage im Bereich Schwanberger Land                  |
| Feuerbach                   | Castell                                   | 4 ha (1993)   | Gipskeuper | 49° 44′ 28,1″ N, 10° 21′ 28,6″ O | Heute liegt die Weinlage im Bereich Schwanberger Land                  |
| Hohnart                     | Castell, Greuth (Castell)                 | 8 ha (2019)   | Gipskeuper | 49° 44′ 47,9″ N, 10° 21′ 21,5″ O | Heute liegt die Weinlage im Bereich Schwanberger Land                  |
| Hüßberg                     | Neundorf (Sugenheim)                      | 13 ha (2019)  | Gipskeuper | 49° 37′ 54,7″ N, 10° 24′ 27,3″ O | Heute liegt die Weinlage im Bereich Mittelfränkische Bocksbeutelstraße |
| Kirchberg                   | Castell, Greuth                           | 17 ha (2019)  | Gipskeuper | 49° 44′ 3,2″ N, 10° 20′ 59,8″ O  | Heute liegt die Weinlage im Bereich Schwanberger Land                  |
| Kugelspiel                  | Castell                                   | 29 ha (2019)  | Gipskeuper | 49° 44′ 13,4″ N, 10° 20′ 13,8″ O | Heute liegt die Weinlage im Bereich Schwanberger Land                  |
| Mönchsbuck                  | Neundorf (Sugenheim)                      | 3 ha (2019)   | Gipskeuper | 49° 37′ 25,9″ N, 10° 24′ 33,8″ O | Heute liegt die Weinlage im Bereich Mittelfränkische Bocksbeutelstraße |
| Reitsteig                   | Castell                                   | 5 ha (2019)   | Gipskeuper | 49° 44′ 15,4″ N, 10° 21′ 12,1″ O | Heute liegt die Weinlage im Bereich Schwanberger Land                  |
| Schloßberg                  | Castell                                   | 6 ha (2019)   | Gipskeuper | 49° 44′ 21,6″ N, 10° 21′ 0,6″ O  | Heute liegt die Weinlage im Bereich Schwanberger Land                  |
| Sonneberg (auch Sonnenberg) | Neundorf (Sugenheim)                      | 3 ha (2019)   | Gipskeuper | 49° 37′ 29,3″ N, 10° 24′ 9,7″ O  | Heute liegt die Weinlage im Bereich Mittelfränkische Bocksbeutelstraße |
| Trautberg                   | Castell, Rüdenhausen, Trautberg (Castell) | 5 ha (2019)   | Gipskeuper | 49° 45′ 8,1″ N, 10° 20′ 5,2″ O   | Heute liegt die Weinlage im Bereich Schwanberger Land                  |
| Wonne                       | Neundorf (Sugenheim)                      | 1 ha (2019)   | Gipskeuper | 49° 37′ 30,6″ N, 10° 23′ 36,4″ O | Heute liegt die Weinlage im Bereich Mittelfränkische Bocksbeutelstraße |